# Методика Роджерса — Даймонд
Методика Роджерса — Даймонд (опросник СПА) — личностный опросник, направленный на выявление особенностей личности тестируемого и степени социально-психологической адаптации, часто к новой среде, условиям и правилам поведения.
Опросник включает в себя 101 обезличенное утверждение, и тестируемый должен выразить свое согласие или несогласие с ними в соответствии с 7-балльной шкалой ответов.

## История развития методики
Данный опросник был разработан Карлом Рэнсомом Роджерсом, одним из создателей и лидеров гуманистической психологии и основателем личностно-ориентированной психотерапии, и Розалинд Е. Даймонд в 1954 году в статье «Психотерапия и изменения личности: координированные исследования клиент-центрированного подхода» (англ. «Psychotherapy and Personality Change: Coordinated Research Studies in the Client-Centered Approach»).
На русский язык описание методики впервые было переведено кандидаткой психологических наук Т. В. Снегиревой в 1987 году, а в 2004 году опросник был значительно модифицирован кандидатом психологических наук А. К. Осницким и опубликован в журнале «Психология и школа».
С тех пор методика получила заметное распространение, став одним из наиболее часто используемых методов диагностики социально-психологической адаптации, в частности, у таких групп тестируемых, как студенты.
В рамках российских исследований методика Роджерса — Даймонд используется в основном для диагностики возможных проблем с адаптацией первокурсников к новым условиям и правилам поведения.
Шкала опросника показала высокую эффективность и дифференцирующую способность в плане диагностики не только состояний адаптации и дезадаптации, но и особенностей представлений о себе, их перестройки в возрастные критические периоды развития и в критических ситуациях, побуждающих индивида к переоценке себя и своих возможностей.

## Описание опроса
Опросник содержит 101 утверждение. 37 из них соответствуют критериям адаптированности личности, 37 — дезадаптированности, 26 — нейтральны. В число высказываний последней категории входит также так называемая «шкала лжи».
Все утверждения носят обезличенный характер и все местоимения поставлены в 3 л., ед. ч. Цель этого заключается в том, чтобы тестируемый не попал под влияние «прямого отождествления» и чтобы тестируемый более объективно соотносил утверждение со своими способностями, особенностями и психологическим состоянием. Кроме того, тестируемый избегает влияния «социально-желательных ответов».
Классическая шкала ответов включает в себя 7 баллов, но некоторыми специалистами такое деление подвергается сомнению, поскольку градация значений зачастую не является значительной для обывательского сознания.
Авторы выделили 6 интегральных показателей, позволяющих анализировать результаты опроса:
1. Адаптация;
2. Принятие других;
3. Интернальность (уровень субъективного контроля);
4. Самовосприятие;
5. Эмоциональный комфорт;
6. Стремление к доминированию.

Каждый из приведенных показателей рассчитывается по эмпирически выведенной формуле. Интерпретация результатов опроса осуществляется по нормативам, отличающимся в зависимости от возраста тестируемого. Эксперименты с применением методики проводятся в большинстве случаев с 12-13 лет, в более раннем возрасте — только в индивидуальном порядке.

## Проведение опроса
Опросник Роджерса-Даймонд представляет собой список утверждений об образе жизни, психологическом состоянии, стиле поведения и жизни человека, которые тестируемый может соотнести со своим образом жизни.
По прочтении утверждения тестируемый должен определить, в какой мере это утверждение подходит к его привычкам и образу жизни, и выбрать балл от 0 до 6, где:
- 0 — утверждение не соответствует моему образу жизни;
- 1 — это в большинстве случаев мне не подходит;
- 2 — я сомневаюсь, что это относится ко мне;
- 3 — я не решаюсь отнести это к своему образу жизни;
- 4 — это может быть похоже на меня, но я не до конца уверен;
- 5 — это похоже на меня;
- 6 — это утверждение полностью соответствует моему образу жизни.

Балл ответа заносится в соответствующую ячейку бланка ответов.

## Обработка результатов
| № | № | Показатели                 | Номера высказываний | Нормы           |
| - | - | -------------------------- | --- | --------------- |
| 1 | а | Адаптивность               | 4, 5, 9, 12, 15, 19, 22, 23, 26, 27, 29, 33, 35, 37, 41, 44, 47, 51, 53, 55, 61, 63, 67, 72, 74, 75, 78, 80, 88, 91, 94, 96, 97, 98  | (68-170) 68-136 |
| 1 | b | Дезадаптивность            | 2, 6, 7, 13, 16, 18, 25, 28, 32, 36, 38, 40, 42, 43, 49, 50, 54, 56, 59, 60, 62, 64, 69, 71, 73, 76, 77, 83, 84, 86, 90, 95, 99, 100 | (68-170) 68-136 |
| 2 | а | Лживость -                 | 34, 45, 48, 81, 89 | (18-45) 18-36   |
| 2 | b | Лживость +                 | 8, 82, 92, 101 | (18-45) 18-36   |
| 3 | а | Приятие себя               | 33, 35, 55, 67, 72, 74, 75, 80, 88, 94, 96                                                                                           | (22-52) 22-42   |
| 3 | b | Неприятие себя             | 7, 59, 62, 65, 90, 95, 99 | (14-35) 14-28   |
| 4 | а | Приятие других             | 9, 14, 22, 26, 53, 97 | (12-30) 12-24   |
| 4 | b | Неприятие других           | 2, 10, 21, 28, 40, 60, 76 | (14-35) 14-28   |
| 5 | а | Эмоциональный комфорт      | 23, 29, 30, 41, 44, 47, 78 | (14-35) 14-28   |
| 5 | b | Эмоциональный дискомфорт   | 6, 42, 43, 49, 50, 83, 85 | (14-35) 14-28   |
| 6 | а | Внутренний контроль        | 4, 5, 11, 12, 13, 19, 27, 37, 51, 63, 68, 79, 91, 98                                                                                 | (26-65) 26-52   |
| 6 | b | Внешний контроль           | 25, 36, 52, 57, 70, 71, 73, 77 | (18-45) 18-36   |
| 7 | а | Доминирование              | 58, 61, 66 | (6-15) 6-12     |
| 7 | b | Ведомость                  | 16, 32, 38, 69, 84, 87 | (12-30) 12-24   |
| 8 |   | Эскапизм (уход от проблем) | 17, 18, 54, 64, 86 | (10-25) 10-20   |

Вопросы под номерами 1, 3, 20, 24, 31, 39, 46, 93 не используются ни в одной шкале.

## Интегральные показатели
- Адаптация: {\displaystyle A={\frac {a}{a+b}}*100\%};
- Самопринятие: {\displaystyle S={\frac {a}{a+1.6b}}*100\%};
- Принятие других: {\displaystyle L={\frac {1.2a}{1.2a+b}}*100\%};
- Эмоциональный комфорт: {\displaystyle E={\frac {a}{a+b}}*100\%};
- Интернальность: {\displaystyle I={\frac {a}{a+1.4b}}*100\%};
- Стремление к доминированию: {\displaystyle D={\frac {2a}{2a+b}}*100\%}.

В некоторых русскоязычных источниках приводится формула для самопринятия, совпадающая с формулой адаптации: {\displaystyle S={\frac {a}{a+b}}*100\%}, однако в публикации обновлённой версии опросника (2004 год) формула для самопринятия имеет вид {\displaystyle S={\frac {a}{a+1.6b}}*100\%}.